# Fernando Afán de Ribera y Téllez-Girón
Pour les articles homonymes, voir Afan et Afan (homonymie).
Fernando Afán de Ribera y Téllez-Girón, né le 10 mai 1583 à Séville (Espagne) et mort le 28 mars 1637 à Villach (Autriche), est un noble et diplomate espagnol.

## Biographie
Fernando Afán de Ribera y Téllez-Girón est le 3e duc d'Alcalá de los Gazules, le 8e comte de los Molares et le 5e marquis de Tarifa. Son père est Fernando Enríquez de Ribera y Cortés, 4e marquis de Tarifa, et sa mère est Ana Téllez-Girón, fille de Pedro Téllez-Girón, 1er duc d'Osuna.
Il est ambassadeur auprès du Saint-Siège et vicaire général d'Italie sous le règne du pape Urbain VIII. Il est aussi successivement vice-roi de Catalogne, de Naples, de Sicile et gouverneur de Milan.
Amoureux d'art et de littérature, il est le mécène de plusieurs artistes, dont José de Ribera et Artemisia Gentileschi, et il rassemble une impressionnante collection d'art dans sa résidence sévillane, la casa de Pilatos.
Il meurt en 1637 à Villach, alors qu'il se rend à Cologne en mission diplomatique, envoyé par le roi Philippe IV d'Espagne comme plénipotentiaire pour négocier la fin de la guerre de Trente Ans. Ses restes sont envoyés en Espagne et enterrés au monastère de Santa Maria de las Cuevas à Séville.

## Famille
Il a épousé Beatriz de Moura, fille de Cristóbal de Moura et a eu cinq enfants :
- Fernando Enríquez (1614–1633), 6e marquis de Tarifa, marié à Ana de Mendoza Sandoval, sans descendance.
- Margarita Enríquez, morte jeune.
- María Enríquez (morte en 1639), 4e duchesse d'Alcalá de los Gazules, 7e marquis de Tarifa, mariée à Luis Guillermo de Moncada, 7e duc de Montalto, sans descendance.
- Ana Girón Enríquez de Ribera, mariée à Pedro Fajardo de Zúñiga y Requesens, sans descendance.
- Fernando Enriquez de Ribera.

Il a également eu plusieurs enfants illégitimes, dont :  
- Payo Enríquez de Rivera, archevêque du Mexico et vice-roi de la Nouvelle-Espagne.